# Tournoi Hassan II de football 2000
Le Tournoi Hassan II de football 2000 était la troisième édition du Tournoi Hassan II, une compétition internationale et amicale. Ce tournoi se déroula le 4 et le 6 juin 2000, à Casablanca, au Maroc, au Stade Mohammed V. Les pays participants sont un pays africain (le Maroc), un pays américain (la Jamaïque), un pays asiatique (le Japon) et un pays européen (la France). Ce tournoi est sous la forme de coupe, en 4 matchs (demi-finales, match pour la 3e place et la finale).

## Les participants
- Maroc (pays hôte)
- Jamaïque
- Japon
- France

## Tableau
|  | Demi-finales        | Demi-finales        |                        |   | Finale              | Finale              |
|  | Demi-finales        | Demi-finales        |                        |   | Finale              | Finale              |
|  |                     |                     |                        |   |                     |                     |
|  | 4 juin / Casablanca | 4 juin / Casablanca |                        |   | 6 juin / Casablanca | 6 juin / Casablanca |
|  | 4 juin / Casablanca | 4 juin / Casablanca |                        |   | 6 juin / Casablanca | 6 juin / Casablanca |
|  | Japon               | 2 (2)               |                        |   | 6 juin / Casablanca | 6 juin / Casablanca |
|  | Japon               | 2 (2)               |                        |   | 6 juin / Casablanca | 6 juin / Casablanca |
|  | France t. a. b.     | 2 (4)               |                        |   | 6 juin / Casablanca | 6 juin / Casablanca |
|  | France t. a. b.     | 2 (4)               | France                 | 5 |                     |                     |
|  | 4 juin / Casablanca |                     | France                 | 5 |                     |                     |
|  |                     | Maroc               | 1                      |   |                     |                     |
|  | Maroc               | Maroc               | 1                      | 1 |                     |                     |
|  | Maroc               |                     |                        | 1 |                     |                     |
|  | Jamaïque            | 0                   |                        |   |                     |                     |
|  | Jamaïque            | 0                   | Match pour la 3e place |   |                     |                     |
|  |                     |                     |                        |   |                     |                     |
|  | 6 juin / Casablanca |                     |                        |   |                     |                     |
|  |                     |                     |                        |   |                     |                     |
|  | Japon               | 4                   |                        |   |                     |                     |
|  | Japon               | 4                   |                        |   |                     |                     |
|  | Jamaïque            | 0                   |                        |   |                     |                     |
|  | Jamaïque            | 0                   |                        |   |                     |                     |

## Demi-finales
| 4 juin 2000               | Japon                             | 2 - 2 a.p.        | France                              | Stade Mohammed V, Casablanca                          |                                                       |
| Historique des rencontres | Morishima 34e · Nishizawa 70e     |                   | 61e Zidane · 75e Djorkaeff          | Spectateurs : 40 000 Arbitrage : Abderrahim El Arjoun | Spectateurs : 40 000 Arbitrage : Abderrahim El Arjoun |
| Historique des rencontres | (Rapport)                         |                   |                                     | Spectateurs : 40 000 Arbitrage : Abderrahim El Arjoun | Spectateurs : 40 000 Arbitrage : Abderrahim El Arjoun |
| Historique des rencontres | Nakata · Miura · Inamoto · Nanami | Tirs au but 2 - 4 | Djorkaeff · Anelka · Henry · Lebœuf | Spectateurs : 40 000 Arbitrage : Abderrahim El Arjoun | Spectateurs : 40 000 Arbitrage : Abderrahim El Arjoun |

| 4 juin 2000               | Maroc        | 1 - 0 | Jamaïque | Stade Mohammed V, Casablanca |                      |
| Historique des rencontres | Zerouali 61e |       |          | Spectateurs : 40 000         | Spectateurs : 40 000 |
| Historique des rencontres | (Rapport)    |       |          | Spectateurs : 40 000         | Spectateurs : 40 000 |

## Match pour la troisième place
| 6 juin 2000               | Japon                                    | 4 - 0 | Jamaïque | Stade Mohammed V, Casablanca                         |                                                      |
| Historique des rencontres | Jo 47e 60e · A. Miura 66e · K. Miura 80e |       |          | Spectateurs : 10 000 Arbitrage : Sidi Békaye Magassa | Spectateurs : 10 000 Arbitrage : Sidi Békaye Magassa |
| Historique des rencontres | (Rapport)                                |       |          | Spectateurs : 10 000 Arbitrage : Sidi Békaye Magassa | Spectateurs : 10 000 Arbitrage : Sidi Békaye Magassa |

## Finale
| 6 juin 2000               | Maroc      | 1 - 5 | France                                                               | Stade Mohammed V, Casablanca                 |                                              |
| Historique des rencontres | Naybet 65e |       | 27e Henry · 56e Djorkaeff · 79e Dugarry · 83e Anelka · 90+2e Wiltord | Spectateurs : 57 000 Arbitrage : Ali Bujsaim | Spectateurs : 57 000 Arbitrage : Ali Bujsaim |
| Historique des rencontres | (Rapport)  |       |                                                                      | Spectateurs : 57 000 Arbitrage : Ali Bujsaim | Spectateurs : 57 000 Arbitrage : Ali Bujsaim |

## Vainqueur
| Vainqueur du Tournoi Hassan II de football 2000 France 2e titre |

## Buteurs

### 2 buts
- Youri Djorkaeff
- Shoji Jo

### 1 but
- Nicolas Anelka
- Christophe Dugarry
- Thierry Henry
- Atsuhiro Miura
- Kazuyoshi Miura
- Hiroaki Morishima
- Noureddine Naybet
- Akinori Nishizawa
- Sylvain Wiltord
- Hicham Zerouali
- Zinédine Zidane